# ドレスナー銀行
ドレスナー銀行（ドイツ語: Dresdner Bank AG）はかつて存在したドイツの銀行。ドイツ・クレディタンシュタルト、アングロ・ドイチェ・バンク他数行の支援により設立された。JPモルガンのコルレスバンクとしてAEGをファイナンスした。20世紀末は投資銀行も兼ねる大手ユニバーサルバンクであった。ドイツ銀行、コメルツ銀行と並びドイツ三大銀行と呼ばれていたが、ナチス・ドイツに国有化されるまで事実上のアメリカ資本であった。2001年にバークレイズと関係の深いアリアンツが買収した。世界金融危機 (2007年-2010年)渦中の2008年にコメルツ銀行に再び譲渡され、翌2009年ブランドとしても消滅した。

## アングロ・ドイチェ・バンク
ドレスナー銀行は、1872年11月12日にドレスデンで株式会社（AG）として設立された。ドレスデンはエレクトラル・ウールを世界中へ輸出したザクセン王国の首都であった。由緒あるドレスナー銀行は資本金800万ターラー（2400万マルク）と従業員30人で出発した。
設立に際してはカスケル家（von Kaskel）のほかに五行が出資した。ライプツィヒのドイツ・クレディタンシュタルト（Allgemeine Deutsche Credit-Anstalt）、ベルリン商会（Berliner Handels-Gesellschaft）、ハンブルクのアングロ・ドイチェ・バンク（Anglo-Deutsche Bank）に加え、フランクフルトの二行（Deutsche Vereinsbank und Deutsche Effecten- und Wechselbank）が参加した。これらのうち、ドイツ・クレディタンシュタルトは1856年クレディ・スイスの創業に50％参加した。ベルリン商会は1970年にフランクフルト銀行（Frankfurter Bank）と合併。リンクがないアングロ・ドイチェ・バンクの創業者は、地元ハンブルク政治家のフランツ・アイフェ（Franz Ferdinand Eiffe）と、ラファエル・エルランゲル（Raphael von Erlanger）、その他大勢である。エルランゲル一族は英独仏をまたにかける実業家で、ロスチャイルド家をデビアスと引き合わせ閨閥に参加した。

## JPモルガンのドイツ支店

かつての企業ロゴ

大不況が西欧の繊維業を衰退させてゆき、ドイツ帝国の経済的重心を移動させた。1870年代にいくつかの銀行や金融会社を吸収したドレスナー銀行は、ベルリン支店が急拡大しドレスデン本店より大きくなった。そこで1884年に本店をベルリンに移した。もっとも1950年まで裁判管轄地はドレスデンに残した。この1884年にはJPモルガンと関係を築いていたといわれる。ドレスナーは先述のアングロ・ドイチェ・バンクをふくむさらに多くの銀行を買収、1895年には最初の国外支店であるロンドン支店も開きドイツ最大級の支店ネットワークを持つ銀行となった。1905年、JPモルガンのコルレスバンクとなり、モルガンの利益代表者となった。1906年、ドレスナーはドイツ・オリエントバンクを設立した。モルガンのコルレスバンクは、ドイツの正金を1907年恐慌のとき流出させるだけでなくAEGのメインバンクとなった。ヴェルサイユ条約による外国資産の没収はモルガンにとり無問題であった。
世界恐慌のあおりでアメリカからの投資が一斉に引き上げられたヴァイマル共和政の産業は打撃を受けた。1931年7月にはドイツ第2位の大銀行ダナート銀行（Danat-Bank, Darmstädter und Nationalbank, 日本語での詳細）が支払い停止に陥り、ドイツ金融界全体の信用が地に墜ちる金融危機が発生し、その結果無数の企業が倒産した。ドレスナーはドイツ国政府の命令でダナートを吸収したが、その後ドレスナーも危機に陥り、株の66%をドイツ国が、25%をドイツ金割引銀行（Deutsche Golddiskontbank）が保有することで救済された。ナチスと結びついたドレスナー銀行はその後急拡大した。1935年アーリア化をさきがけドレスデンのユダヤ系金融機関を吸収し、またナチスの行う諸事業（レンダーバンク傘下等）に融資を行った。ドレスナー銀行は1937年に再度私有化された。第二次世界大戦の開始直後には占領地や領土の東方への拡大で利益を得たものの、戦争によって支店建物の80%が失われる被害を受けた。戦後、ソ連占領地区の支店はすべて閉鎖され、米英仏占領地区の支店網も複数の小銀行へと解体された。ハイパーインフレーションで金融は混乱したが、ドイツマルク導入による通貨改革で業務は通常に戻った。

## ドイツ再統一の意味

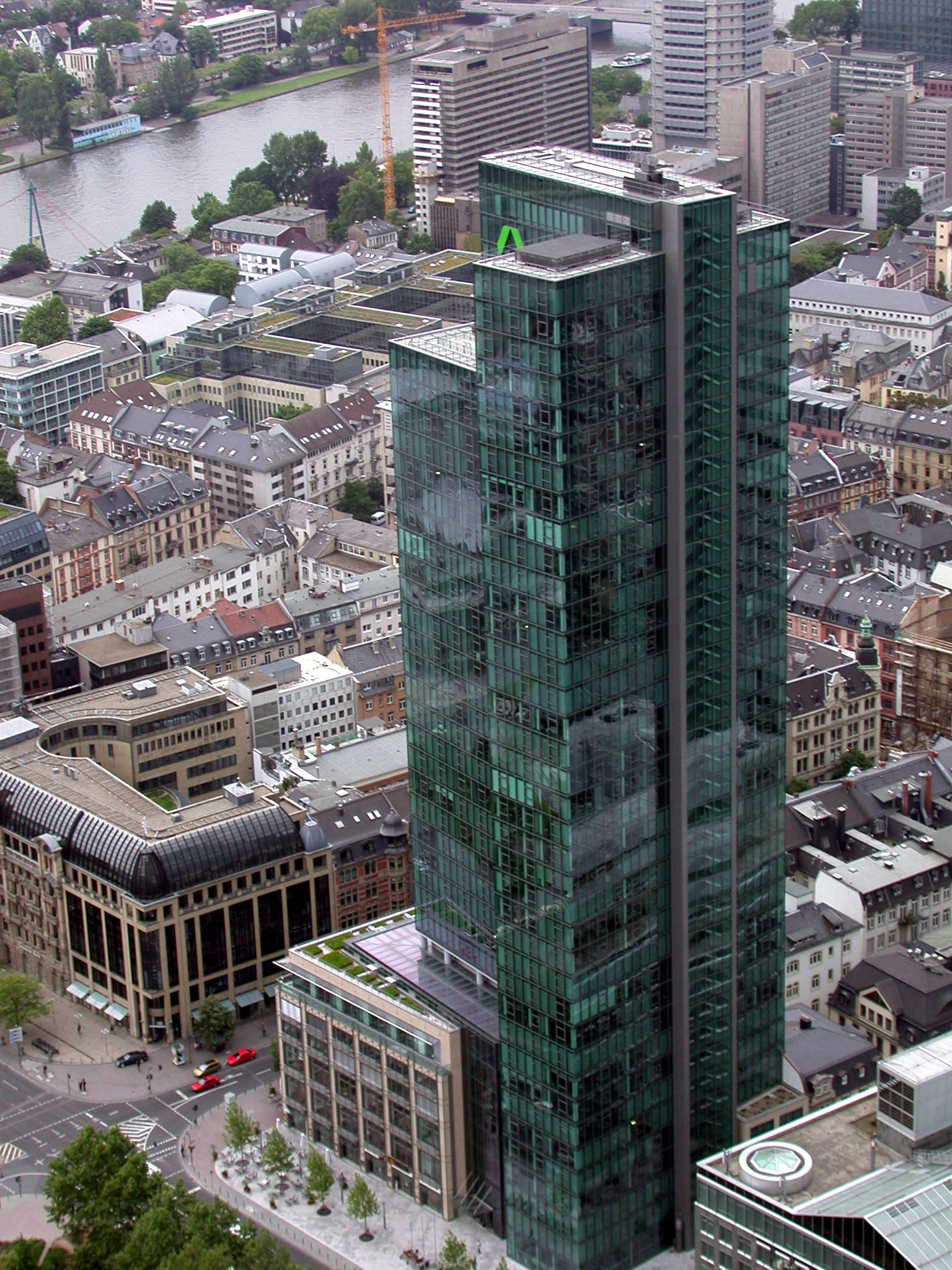
フランクフルト・アム・マインの旧本社ビル

戦後、銀行の再統合でドレスナー銀行は復活した。西ドイツが復興するより早く、1950年代に戦争の火種くすぶるイスタンブールに代理店を設置した。そして1958年には西ドイツの金融機関で初めて銀行口座のコンピュータシステムに成功した。ベルリンの壁による営業制限が1963年に緩み、外国へ事業展開する条件が整った。1967年にルクセンブルク支店を設け、ドイツ銀行すらも出し抜いた。翌1968年ニューヨークへ証券子会社を出店した（now called ABD Securities Corporation）。ADB主任テオドール・シュミット・ショウバー（Theodor Schmidt-Scheuber）は翌1969年ボストン証券取引所の理事となり、外国人として初めて合衆国内証券取引所の長となった。1974年、ドレスナーはクヴァント家が保有するダイムラー・ベンツ株10％をクウェート投資庁に売却する巧みな仲介をなし手数料を得た。1977年ドイツの秋に頭取ユルゲン・ポント（Jürgen Ponto）が射殺された。後継のハンス（Hans Friderichs）は、経産相時代にフリック一族（Flick family）から賄賂を受け取ったことが公となってレーラー（Wolfgang Röller）に交代した。レーラーのドレスナーはドイツ企業で初めて東京証券取引所に上場した。
1990年1月には東ドイツ最初の支店を創業の地ドレスデンに開いた。1994年、ドイツ銀行とドレスナーは合計でおよそ23％のメタルゲゼルシャフト（Metallgesellschaft）株を保有した。メタルゲゼルシャフトは鉄以外の重要金属をあつかい、カール・モリス・レーブ（Carl Morris Loeb）を働かせていた。1995年にはイギリスのクラインオート・ベンソン（Kleinwort Benson）を買収しドレスナー・クラインオート（Dresdner Kleinwort）に再編成した。2000年に、ファースト・ボストン出身のバンカー2名が1988年に創業したアメリカのブティック投資銀行であるワッサースタイン・ペレラを14億ドルで買収し、投資銀行部門の名称をドレスナー・クラインオート・ワッサースタインに改名した。2002年以来、ドレスナー銀行は保険大手アリアンツの完全子会社となり大幅な人員削減を行った。中国の国家開発銀行による買収も取り沙汰されていたが、2008年8月31日、コメルツ銀行はドレスナー銀行を2009年末までに98億ユーロ（約1兆5600億円）でアリアンツから買収するほか、アリアンツとの資本面、業務面での提携を発表した。2009年5月11日、コメルツ銀行と合併、ドレスナー銀行は消滅した。